# از رنجی که می‌بریم
از رنجی که می‌بریم دومین مجموعه داستانی جلال آل‌آحمد است که ابتدا در سال ۱۳۲۶ منتشر شد. کتاب شامل هفت داستان کوتاه به نام‌های:
«دره خزان زده»، «زیرابی‌ها»، «در راه چالوس»، «آبروی از دست رفته»، «محیط تنگ»، «اعتراف» و «روزهای خوش» است.
در این کتاب نویسنده رویکردی سیاسی دارد و سعی می‌کند وضعیت زندانیان سیاسی رژیم شاه را نشان دهد. او به زندانیانی اشاره می‌کند که زیر شکنجه هستند و شرایط دشواری دارند.
البته تمام کتاب به موضوعات سیاسی اختصاص ندارد بلکه بعضی داستان‌ها مانند «در راه چالوس» بیشتر به وضعیت اجتماعی ایران می‌پردازد.
در بخشی از داستان «در راه چالوس» می‌خوانیم:
از بابل به همراه شخصی به نام اردویی با اتوبوس تهران به سمت چالوس حرکت کردیم. در راه با هم به صحبت پرداختیم. او ماشین‌دار بود و در جاده شمال کار می‌کرد. عضو حزبی هم بوده، از لو رفتنش و تعقیب و گریز و فرارش و از دست دادن مال و ماشین و دستگیر شدن برادرش و دور ماندن از زنش و اینکه دیگر بیابانی شده و تنها در آن‌جا می‌تواند بماند … برای او زندگی فقط موقعی تحمل کردنی بود که بتواند دوباره پشت رل ماشین به پیشواز یک دسته مسلح کلاردشتی برود…